# Przez twe święte zmartwychwstanie
Przez twe święte zmartwychwstanie, Przez twoje święte zmartwychpowstanie – incipit polskiej średniowiecznej pieśni wielkanocnej, zanotowanej w XV w. Należy ona do najstarszych znanych polskich pieśni wielkanocnych.
Pieśń jest tropem wielkanocnym, opartym na czeskim pierwowzorze. Znana jest z dziewięciu odpisów, różniących się redakcją tekstu. Najdawniejszy z nich pochodzi z drugiej połowy XV w., zachował się jednak zapis incipitu Przez twe święte wskrzeszenie dokonany w latach 1360-1370 w Płocku, odnoszący się prawdopodobnie do tego samego utworu. Z tego względu pieśń zaliczana jest do tzw. Tropów płockich.
Utwór składa się z rymowanych wersów o różnej długości, wyrażających proste treści modlitewne, jak pochwała Syna Bożego, przypomnienie jego zasług dla ludzkości, prośba o odpuszczenie grzechów. Utwór był popularną pieśnią kościelną, wykonywaną głównie przez wiernych podczas procesji.
Z odpowiednimi zmianami tekstu utwór śpiewany jest też w inne święta, np. „Przez twoje święte Wniebowstąpienie“ w uroczystość Wniebowstąpienia oraz „Przez twoje święte Ducha zesłanie“ w dzień zesłania Ducha Świętego.
Pieśń szczególnie popularna jest w liturgii Kościołów mariawickich, gdzie rozpoczyna procesję z Przenajświętszym Sakramentem odbywającą się w okresie paschalnym wokół kościoła, po niej śpiewa się "Wesoły nam dzień dziś nastał". 